# Рослин Фармс (Пенсилванија)
Рослин Фармс (енгл. Rosslyn Farms) град је у америчкој савезној држави Пенсилванија.

## Демографија
По попису из 2010. године број становника је 427, што је 37 (-8,0%) становника мање него 2000. године.
| Група             | 2000.       | 2010.       |
| Белци             | 458 (98,7%) | 405 (94,8%) |
| Афроамериканци    | 3 (0,6%)    | 4 (0,9%)    |
| Азијати           | 0 (0,0%)    | 6 (1,4%)    |
| Хиспаноамериканци | 2 (0,4%)    | 10 (2,3%)   |
| Укупно            | 464         | 427         |